# جيم فان هورن
جيم فـان هورن هو كاتب كندي، ولد في 15 ديسمبر 1950.

## وصلات خارجية
- جيم فـان هورن على موقع IMDb (الإنجليزية)